# Horucko (gmina)
Horucko – dawna gmina wiejska w powiecie drohobyckim województwa lwowskiego II Rzeczypospolitej. Siedzibą gminy było Horucko.
Gminę utworzono 1 sierpnia 1934 r. w ramach reformy na podstawie ustawy scaleniowej z dotychczasowych gmin wiejskich: Bilcze, Horucko, Krynica, Lipice, Radelicz, Saska Kameralna, Ugartsberg.
Po II wojnie światowej obszar gminy znalazł się w ZSRR.